# Onosma sinicum
Onosma sinicum är en strävbladig växtart som beskrevs av Friedrich Ludwig Diels. Onosma sinicum ingår i släktet Onosma och familjen strävbladiga växter. Inga underarter finns listade i Catalogue of Life.